# یالدینگ
یالدینگ (به انگلیسی: Yalding) یک روستا و محله مدنی در بریتانیا است که در Maidstone واقع شده‌است. یالدینگ ۲٬۲۳۶ نفر جمعیت دارد.